# Тиран (посёлок)
Тиран (яп. 知覧町 Тиран-тё:) — бывший посёлок в Японии, располагавшийся в уезде Каванабэ префектуры Кагосима. 1 декабря 2007 года Тиран был слит с посёлками Эи уезда Ибусуки и Каванабэ уезда Каванабэ, в результате слияния был образован город Минамикюсю.
По состоянию на 2003 год посёлок имел население в 13 667 человек и плотность населения в 113,71 человек на км². Общая площадь посёлка составляла 120,19 км².
В годы Второй мировой войны в Тиране находилась авиабаза армейских ВВС, откуда вылетали на последние миссии пилоты-камикадзе. Сейчас в Тиране находятся два мемориальных музея: Тиранский музей камикадзе и Музей светлячков.

## Галерея

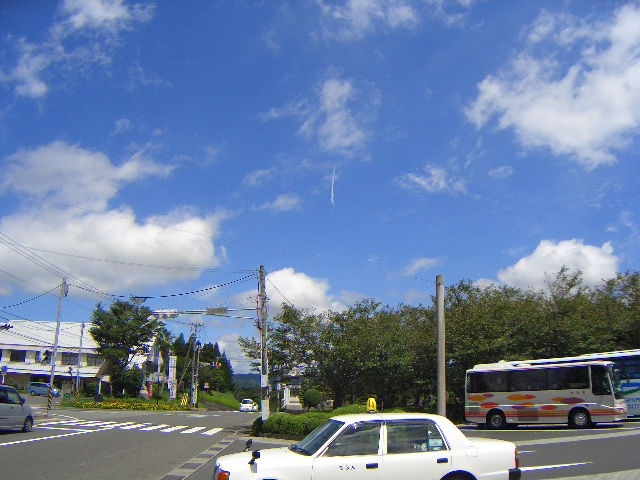
Тиран перед объединением с другими посёлками
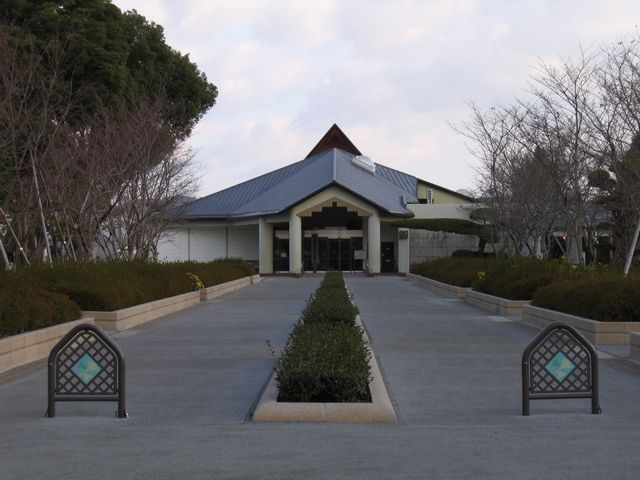
Тиранский музей мира, посвящённый камикадзе